# コウペンちゃん
コウペンちゃんは、イラストレーターのるるてあにより創作されたペンギンのキャラクター。

## 概要
コウテイペンギンの赤ちゃん「コウペンちゃん」とその仲間たちを描いたイラストシリーズ。
イラストには日常のささいな行動を全力で褒めてくれる台詞も多いため、「肯定」ペンギンの意があると評される。作者のるるてあは、イラストを「コウペンちゃんが自分にくれる言葉」と「コウペンちゃんの世界の話」の2種類に分類しており、前者をより優先したいとのコメントを残している。当初は20～30代女性からの人気が強かったが、男性や女子小学生等からの人気も強くなっている。
スパイラルキュート社が商品化の窓口となり、商品化・書籍化・コラボカフェ・企業とのコラボレーション等のコンテンツ展開が行われており、2019年2月時点で50億円規模の商材となっている。1500種を超えるグッズが発売され、日本国外での展開も進められている。

## 歴史
2017年4月4日にるるてあがTwitter（現X）に投稿した、「出勤してえらい！」との台詞とともに描かれたペンギンのイラストが始まりだとされる。これによりTwitterのフォロワーが増加し、イラスト中のペンギンが「コウペンちゃん」としてキャラクター化され、LINEのクリエーターズスタンプ等で販売が始まった。2017年5月にはLINEクリエイターズスタンプの月間MVPを獲得するなど、人気を集めた。

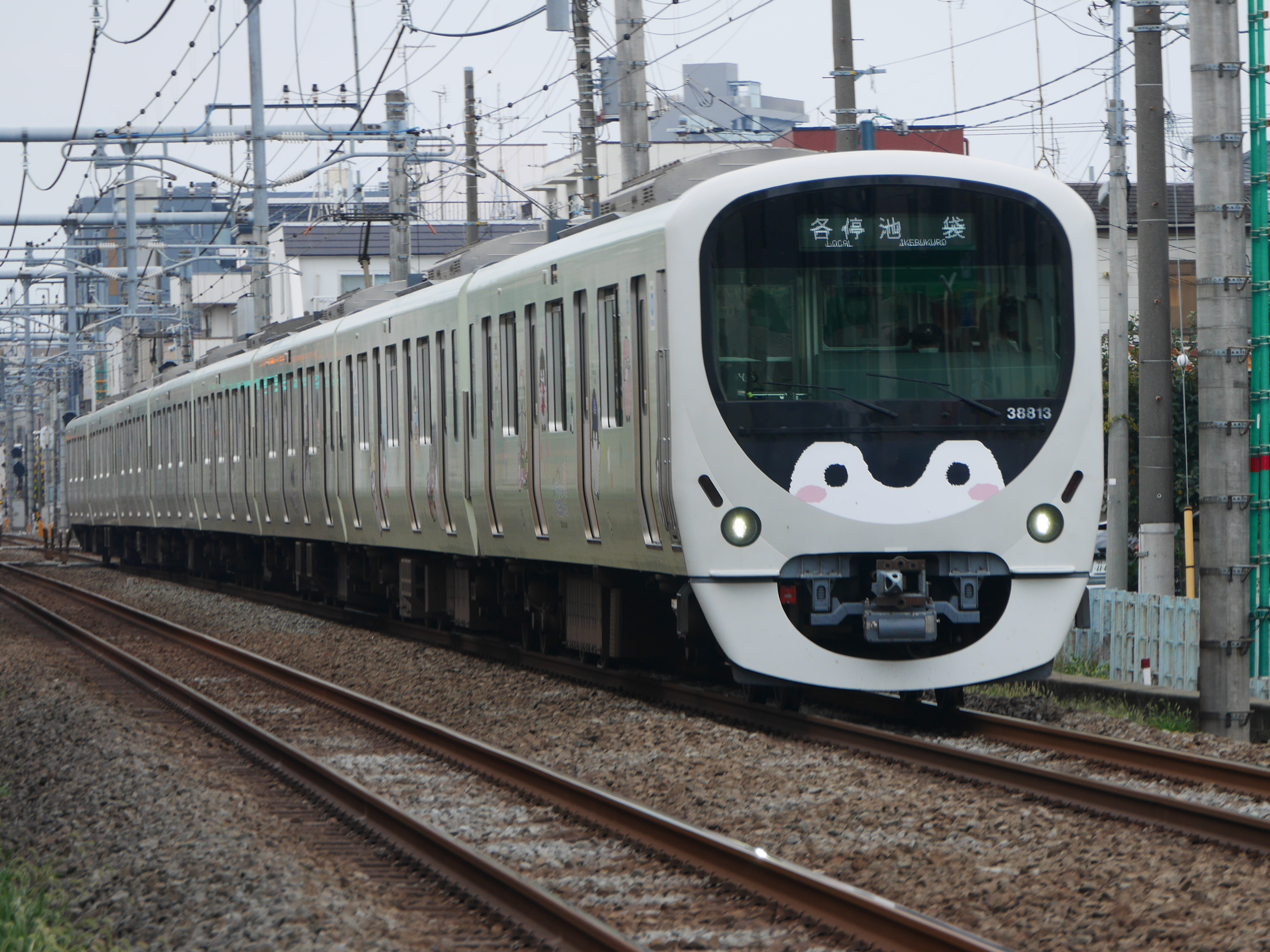
コウペンちゃんラッピングが施された西武30000系電車

2017年10月からグッズ展開が開始され、同年11月には期間限定でコラボカフェがオープンした。2020年1-3月にも期間限定コラボカフェがオープンした。2019年3月からは西武鉄道において、ラッピング電車「コウペンちゃんはなまるトレイン」の運行をはじめとするコラボレーションも実施されている。

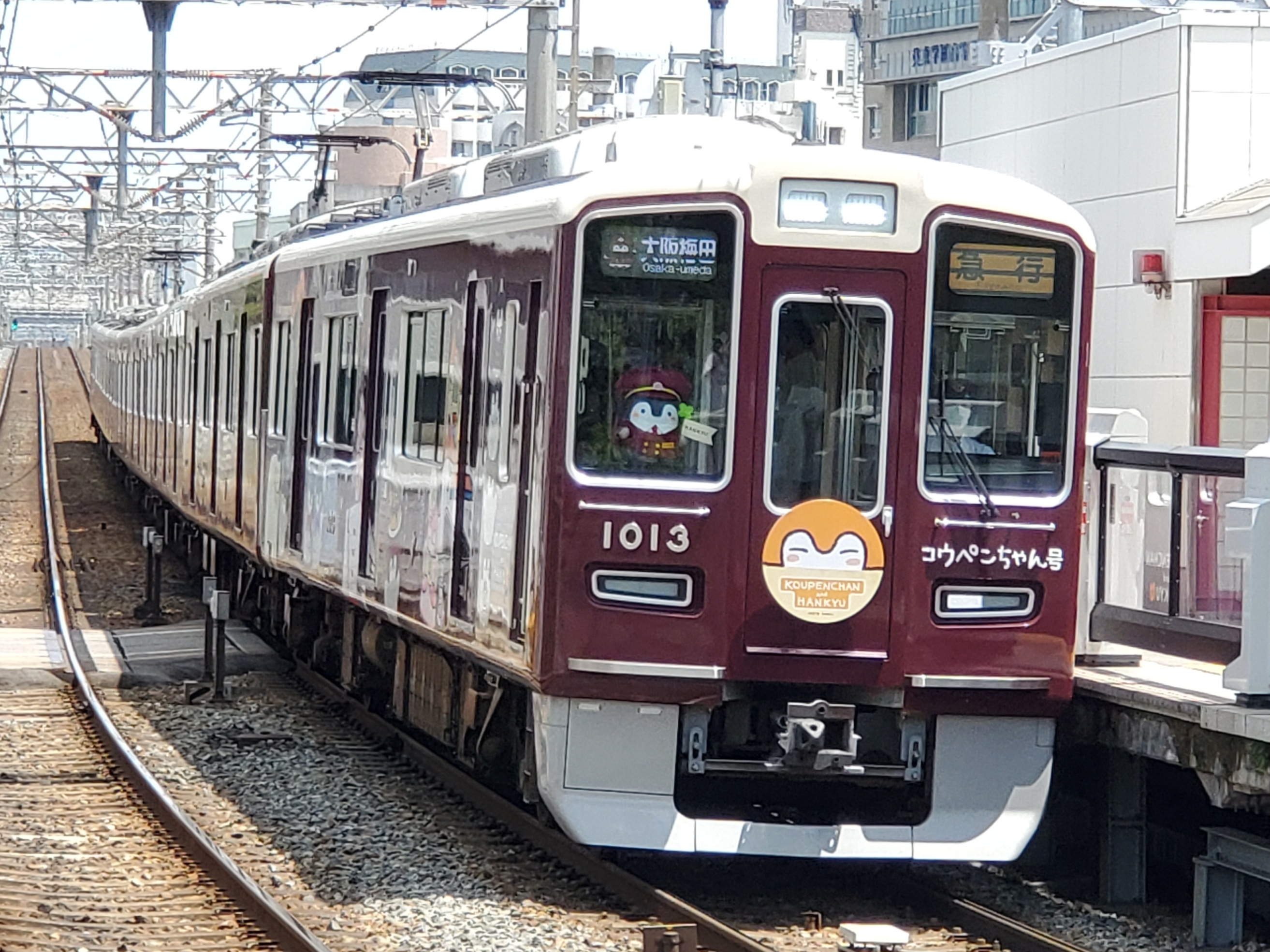
コウペンちゃんラッピングが施された阪急1000系（宝塚本線）

2021年7月28日（駅構内及びホテルは8月6日から）からは阪急阪神ホールディングスグループの阪急電鉄・阪急阪神ホテルズ・エキ・リテール・サービス阪急阪神の3社でコラボレーション企画を実施。オリジナルデザインの一日乗車券、2期にわたるスタンプラリーの開催、神戸本線・宝塚本線・京都本線の各線を中心に1編成ずつコウペンちゃん号を運行。大阪新阪急ホテル・ホテル阪急レスパイア大阪・阪急うめだ本店内「美味旬菜」及び一部駅構内ではオリジナルスイーツ等を販売する予定だったが、新型コロナウイルス感染拡大による大阪府下への緊急事態宣言発令の影響で、一部企画は8月2日から休止となった。8月6日から開催予定だったホテル及び駅ナカの企画も「美味旬菜」等の一部店舗を除いて延期となったがいずれも緊急事態宣言が解除された2021年10月1日から再開。
2023年4月からはTBSテレビ『夜明けのラヴィット!』のアフタートークコーナーにレギュラー出演。ラッピー（声:田中沙耶）と毎回仲のいい掛け合いを繰り広げている。
2024年にはテレビアニメ化が発表され、2025年4月6日より放送開始。

## キャラクター
当初はコウペンちゃん単独でイラスト化されていたが、その後仲間となるキャラクターが生み出された。すべてのキャラクターにおいて性別は固定されておらず、一人称も性別を裏付けるものではない。初期のショートアニメではコウペンちゃんと邪エナガさんにのみ齋藤彩夏によるボイスがついていたが、Nintendo Switch用ゲーム『いっしょにあそぼ〜♪コウペンちゃん』にてメインキャラ全員にボイスがつくようになった。
コウペンちゃん
声 - 齋藤彩夏
コウテイペンギン。一人称は「ぼく」。誕生日は4月4日。すべてを肯定して褒めてくれる感激屋さん。いっぱいいて、どこにでもいる。美味しいものが大好きで、イチゴミルクや抹茶を飲むと身体の色が変化するが自身では気づいていない。神様の姿や流れ星の姿、はては地球より大きいサイズのコウペンちゃんも存在している。話し方に特徴があり、「たびる（食べる）」「パヘ（パフェ）」「チョコななな（チョコバナナ）」とちょっぴり舌ったらず。アデリーさんからは「のんびり水まんじゅう」と呼ばれている。実は、羽を早くバタバタすると、少し飛ぶことができる。
邪エナガさん（よこしまエナガさん）
声 - 齋藤彩夏
シマエナガ。一人称は「我」。誕生日は4月29日。「邪悪さ」や「闇」に憧れている。口は悪いが、根はとても優しく思いやりがある。絵を描くことや書道が得意。びっくりしたり衝撃を受けると羽毛が鋭く逆立つ。元々ほかのシマエナガたちと北海道で暮らしていたが、世界を手中におさめるために巣を離れた。アデリーさんからは「白玉団子」と呼ばれている。眷属の邪ボテン（サボテン）がいる。
教えてくれるタイプのシロクマさん
声 - 一条和矢
大人のシロクマ。一人称は「ぼく」。誕生日は4月23日。どこからともなく現れて、知っていることを教えてくれる。宇宙と読書が大好き。元々は宇宙に存在していたが、突如現れた流れ星コウペンちゃんによって地球の北極にシロクマの姿で現れたため、それまでの記憶は忘れている。
脇腹の辺りに謎のポケットがあり、そこからなんでも取り出したり入れたりできる。コウペンちゃんが覗いた時には宇宙空間が見えていたが詳細は未だ不明。
体の大きさを変える事も可能で、コウペンちゃんと大人のペンギンさんが御岳山を訪れた時に、七代の滝で出会った赤い帽子を被ったペンギンさんがふたりを足止めしようとした際、巨大化した姿で現れた事がある。
邪エナガさんとアデリーさんに「豆大福」に似ていると思われている。
大人のペンギンさん
声 - 國立幸
大人のコウテイペンギン。一人称は「私」。誕生日は4月3日。のんびりやさんで礼儀正しく、誰に対しても敬語で話す。近くにいくと撫でてくれる。空を飛ぶことを夢見て練習しているが、高いところはちょっと苦手。趣味は釣り。アデリーさんからは「ぼたもちさん」と呼ばれている。
アデリーさん
声 - 間島淳司
大人のアデリーペンギン。一人称は「俺」。誕生日は5月25日。眼光が鋭く、せっかちで気が荒いが、面倒見が良い。料理や裁縫が得意で、畑で野菜を育てたり巾着を縫ってくれたりする。速く走ったり、大人のペンギンさんを持ち上げたり、ジャンプだけで空高く飛べたりなど、高い身体能力を持つ。
コウマちゃん
JRAとのコラボ企画『コウペンちゃんとコウマちゃんのジャパンカップ』にて登場。競走馬になることを夢見る馬の赤ちゃん。毛色は栗毛で、額に星がある。コウペンちゃんのお友達で、競馬場での楽しみ方を教えてくれる。
ホッキョククジラさん
『はなまる‼︎コウペンちゃん』で登場。ホッキョククジラ。年齢は約200歳以上で、普段は尾びれだけを水面に出しているが、真の姿をシロクマさんには見せていない。北極に現れたシロクマさんにお互いの事や世界（地球）について色々と教え、シロクマさんが旅立つ際に「宇宙」の本を贈った。
みずいろのコウペンちゃん
声 - 東山奈央
水色になったコウペンちゃん。語尾は「〜のサ」、口癖は「サマー！」。しばらくすると元の色に戻るが、なぜ水色になるのかは不明のまま。テレビアニメでは第20話、第21話にて登場し、海に来たコウペンちゃんと邪エナガさんと一緒にたくさんの『サマー』を楽しんだ。

## 関連作品

### 書籍

#### 漫画
- るるてあ『コウペンちゃん』KADOKAWA、2017年、128頁。ISBN 978-4046021861。
- るるてあ『もっと! コウペンちゃん』KADOKAWA、2018年、128頁。ISBN 978-4046022820。
- るるてあ『とっても!! コウペンちゃん』KADOKAWA、2018年、128頁。ISBN 978-4046040527。
- るるてあ『たっぷり!!!コウペンちゃん』KADOKAWA、2019年、136頁。ISBN 978-4046044013。
- るるてあ『はなまる!!コウペンちゃん』KADOKAWA、2019年、136頁。ISBN 978-4046045980。
- るるてあ『コウペンちゃん はなまる図鑑 永久保存版』KADOKAWA、2020年、128頁。ISBN 978-4046047922。

#### 絵本
- るるてあ『コウペンちゃんのやさしくなることば』KADOKAWA、2019年、64頁。ISBN 978-4049123432。
- るるてあ『絵本 コウペンちゃん なつのともだち』‎主婦と生活社、2022年、32頁。ISBN 978-4391158229
- るるてあ『絵本 コウペンちゃん うみとおさんぽ』‎主婦と生活社、2024年、32頁。ISBN 978-4391163162

#### 画集
- るるてあ『コウペンちゃんアルバム』KADOKAWA、2019年、160頁。ISBN 978-4046042996。
- るるてあ『コウペンちゃんの世界』PARCO出版、2021年、155頁。ISBN 978-4865063547。
- るるてあ『Koupenchan & You コウペンちゃんと……』‎主婦と生活社、2022年、296頁。ISBN 978-4391157727
- るるてあ『きみといるよ コウペンちゃんのやさしい画集』‎主婦と生活社、2023年、160頁。ISBN 978-4391159912
- るるてあ『コウペンちゃん はなまるメモリー』‎主婦と生活社、2023年、128頁。ISBN 978-4391161434
- るるてあ『コウペンちゃん 四季折々展のすべて』‎主婦と生活社、2025年、80頁。ISBN 978-4391166491

#### ムック
- 『コウペンちゃんすぺしゃるぶっく ~みんなえらい! ~』宝島社、2017年、16頁。ISBN 978-4800277480。
- 『コウペンちゃん エコバッグ BOOK feat.CIAOPANIC TYPY』宝島社、2021年、8頁。ISBN 978-4299015686。

#### 児童書
- 著：深山くのえ、キャラクター原作・イラスト：るるてあ『おはなし!コウペンちゃん: きみに会いにきたよ』小学館、2018年、198頁。ISBN 978-4092312548。
- 著：深山くのえ、キャラクター原作・イラスト：るるてあ『おはなし!コウペンちゃん きみのそばにいるよ』小学館、2019年、199頁。ISBN 978-4092313071。
- イラスト：るるてあ『コウペンちゃん読書ノート』小学館、2020年、95頁。ISBN 978-4092313231。

#### 学習参考書
- 監修：田中郁、イラスト：るるてあ『コウペンちゃんと中学英語をおさらいする本』KADOKAWA、2018年、149頁。ISBN 978-4046022653。
- 監修：有子山博美、イラスト：るるてあ『コウペンちゃんと中学英単語をおさらいする本』KADOKAWA、2019年、151頁。ISBN 978-4046041326。
- 監修：深谷圭助、イラスト：るるてあ『コウペンちゃんといっしょに学ぶ 小学生のことわざ・慣用句』KADOKAWA、2020年、167頁。ISBN 978-4046044068。
- 監修：深谷圭助、イラスト：るるてあ『コウペンちゃんといっしょに学ぶ 小学生の四字熟語』KADOKAWA、2020年、167頁。ISBN 978-4046044075。
- 著：小林京美、イラスト：るるてあ『コウペンちゃんと学ぼう 小学生から始めるタイピング英語』KADOKAWA、2020年、145頁。ISBN 978-4046049148。
- 著：鮫島圭代、監修・著：稲庭彩和子、イラスト：るるてあ『コウペンちゃんとまなぶ世界の名画』KADOKAWA、2021年、136頁。ISBN 978-4046052988。
- 監修：金田一秀穂、イラスト：るるてあ『コウペンちゃんとまなぶ日本の美しい言葉』KADOKAWA、2024年、112頁。ISBN 978-4046063892。

#### その他
- るるてあ『コウペンちゃん ポストカードブック』パルコ、2018年、ポストカード20枚。ISBN 978-4865062588
- るるてあ『コウペンちゃんの あなたを応援!シールブック』KADOKAWA、2019年、36頁。ISBN 978-4046042989。
- コウペンちゃんまちがいさがし制作委員会『むずかしすぎる コウペンちゃんまちがいさがし』日本文芸社、2019年、64頁。ISBN 978-4537216998。
- 著：富増章成、イラスト：るるてあ『コウペンちゃんとおべんきょうする『幸福論』アランとおともだちになろう』KADOKAWA、2020年、112頁。ISBN 978-4046045904。
- 編集：キャラぱふぇ編集部、原作・監修・イラスト：るるてあ『コウペンちゃん スクラッチアート』KADOKAWA、2020年、8頁。ISBN 978-4049129922。
- 著：いしかわ☆まりこ、イラスト：るるてあ『コウペンちゃんと届けるメモ折り紙』KADOKAWA、2020年、80頁。ISBN 978-4046046161。
- るるてあ『コウペンちゃん ポストカードブック2』パルコ、2020年、ポストカード20枚。ISBN 978-4865063301。
- 原作・監修：るるてあ、イラスト：さかいだちひろ『コウペンちゃんをさがせ!!』KADOKAWA、2021年、24頁。ISBN 978-4049129960。
- 監修：根本裕幸、イラスト：るるてあ『コウペンちゃんのきっとうまくいくよ 毎日がはなまるになるセルフケア』リベラル社、2024年、176頁。ISBN 978-4434347740。

### ミュージックビデオ
打首獄門同好会の楽曲「布団の中から出たくない」のミュージックビデオに、コウペンちゃんが出演した。るるてあが打首獄門同好会のファンであったことから、コウペンちゃんとのコラボレーションが実現した。その後、同様に「なつのうた」にも出演した。

### アプリ・ゲームソフト
コウペンちゃんの部屋
ジー・モードが2018年12月4日にサービス開始した携帯電話アプリ。スタンプ機能、ゲーム「コウペンちゃんの揃えてえらい！」「コウペンちゃんの七並べ」、記念日を教えるコーナー「教えてくれるタイプのシロクマさん 今日は何の日？」を収録。
コウペンちゃん はなまる日和
DMM.futureworksより2019年4月4日に配信されたiOS/Android用ゲームアプリ。料理を作ってコウペンちゃんたちを部屋に呼び、雑貨で部屋を飾りつけたりしながら交流する。
2020年7月28日から8月31日にかけて、讃岐うどんチェーン店のはなまるうどんとのコラボレーションが行われた。
2021年12月27日15時にサービス終了。
いっしょにあそぼ〜♪コウペンちゃん
ネオスより2020年9月24日に発売されたNintendo Switch用ソフト。最大4人でプレイするミニゲームを収録。舞台となるアデリーさんの古民家カフェで様々な交流をする要素もある。

## テレビアニメ
ショートアニメとして2025年4月6日よりテレビ朝日ほかにて放送。ローカルセールス枠。

### スタッフ
- 原作 - るるてあ[12]
- シリーズ構成 - 加藤陽一[12]
- チーフ演出 - 作田ハズム[12]
- 美術監督 - 根本洋行[12]
- 美術監督補佐 - 針﨑義士[12]
- 撮影監督 - 久保田淳[12]
- 撮影・編集 - 横枕洸一
- デザインワークス - 荒川美智代
- 音楽 - 立山秋航[12]
- 音響監督 - 八巻大樹[12]
- 音響効果 - 西佐知子[12]
- 音響制作 - ステイラック[12]
- 録音スタジオ - スタジオラック
- 音響制作デスク - 松木香沙美
- 撮影ディレクター - 井上雅貴
- 撮影アシスタント - 一ノ瀬省吾
- オンライン編集 - gooop
- アニメーションプロデューサー - 清水香梨子
- アニメーション制作 - レスプリ[12]
- 監督 - 矢立きょう[12]
- 企画 - 川上洋一、小野仁、戸田和宏
- エグゼクティブプロデューサー - 古澤佳寛、八木征志
- プロデューサー - 小峯雅隆、津戸悠希
- アシスタントプロデューサー - 武井裕
- 宣伝プロデューサー - 狩野裕明
- 企画プロデュース - QTORY inc.
- 製作 - TVアニメ『コウペンちゃん』製作委員会

### 挿入歌
「いつも君といっしょのうた」
コウペンちゃん（CV. 齋藤彩夏）による第16話挿入歌。作詞はこだまさおり、作曲は立山秋航。

### 各話リスト
| 話数 | サブタイトル                                 | 脚本       | 絵コンテ   | 演出       | 演出補佐   | 作画                                           | 作画補佐   | 背景                       | 本放送日      |
| ---- | -------------------------------------------- | ---------- | ---------- | ---------- | ---------- | ---------------------------------------------- | ---------- | -------------------------- | ------------- |
| 1    | ぼくはコウペンちゃん、よろしくね！           | 加藤陽一   | 矢立きょう | 矢立きょう |            | 矢立きょう 岡田ありさ                          |            | 根本洋行                   | 2025年 4月6日 |
| 2    | 朝のえらい                                   | 加藤陽一   | 矢立きょう | 矢立きょう |            | 向井雅俊 高道麻樹子                            |            | 根本洋行 針﨑義士 針﨑亜耶 | 4月13日       |
| 3    | こういうお花見も                             | 加藤陽一   | 矢立きょう | 矢立きょう |            | 高道麻樹子 向井雅俊 岡田ありさ 前田園香        |            | 針﨑義士                   | 4月20日       |
| 4    | 爆発                                         | 加藤陽一   | 矢立きょう | 矢立きょう |            | 高道麻樹子                                     |            | 針﨑義士 針﨑亜耶          | 4月27日       |
| 5    | GW                                           | 井上亜樹子 | 作田ハズム | 作田ハズム |            | 高道麻樹子 向井雅俊 岡田ありさ 大橋智晴        |            | 針﨑義士 針﨑亜耶          | 5月4日        |
| 6    | 通勤                                         | 井上亜樹子 | 作田ハズム | 作田ハズム |            | 向井雅俊 岡田ありさ 大橋智晴                   |            | 針﨑義士 針﨑亜耶          | 5月11日       |
| 7    | 大人のペンギンさんは空を飛んでみたい         | 井上亜樹子 | 矢立きょう | 矢立きょう |            | 高道麻樹子 岡田ありさ 大橋智晴                 |            | 針﨑義士 針﨑亜耶          | 5月18日       |
| 8    | 洗濯                                         | 加藤陽一   | 矢立きょう | 矢立きょう |            | 矢立きょう                                     | 岡田ありさ | 針﨑義士 針﨑亜耶          | 5月25日       |
| 9    | コウペンちゃんと邪エナガさんの出会い -前編-  | 加藤陽一   | 矢立きょう | 矢立きょう |            | 向井雅俊 岡田ありさ 大橋智晴                   |            | 針﨑義士 針﨑亜耶          | 6月1日        |
| 10   | コウペンちゃんと邪エナガさんの出会い -後編-  | 加藤陽一   | 矢立きょう | 矢立きょう |            | 高道麻樹子                                     |            | 針﨑義士 針﨑亜耶          | 6月8日        |
| 11   | もうすぐ夏至                                 | 加藤陽一   | 作田ハズム | 矢立きょう |            | 前田園香 向井雅俊 岡田ありさ 大橋智晴          |            | 針﨑義士 針﨑亜耶          | 6月15日       |
| 12   | 歯磨き                                       | 井上亜樹子 | 作田ハズム | 矢立きょう |            | 高道麻樹子 岡田ありさ 向井雅俊 大橋智晴        |            | 針﨑義士 針﨑亜耶          | 6月22日       |
| 13   | 梅雨のメロディ                               | 加藤陽一   | 矢立きょう | 矢立きょう |            | 岡田ありさ 大橋智晴 向井雅俊 岡田えりか 三田潤 |            | 針﨑義士 針﨑亜耶          | 6月29日       |
| 14   | 夏の匂い                                     | 加藤陽一   | 矢立きょう | 矢立きょう |            | 岡田ありさ 向井雅俊 大橋智晴 岡田えりか 三田潤 |            | 針﨑義士 針﨑亜耶          | 7月6日        |
| 15   | こっそりお歌の練習                           | 加藤陽一   | 作田ハズム | 矢立きょう |            | 岡田ありさ 向井雅俊 岡田えりか 大橋智晴 三田潤 |            | 針﨑義士 針﨑亜耶          | 7月13日       |
| 16   | コウペンちゃん オンステージ                  | 加藤陽一   | 作田ハズム | 矢立きょう |            | 大橋智晴 岡田ありさ 向井雅俊 岡田えりか 三田潤 |            | 針﨑義士 針﨑亜耶          | 7月20日       |
| 17   | 君とコウペンちゃんの夏休み -前編-            | 井上亜樹子 | 作田ハズム | 矢立きょう | 岡田ありさ | 大橋智晴 岡田ありさ 岡田えりか                 |            | 針﨑義士 針﨑亜耶          | 7月27日       |
| 18   | 君とコウペンちゃんの夏休み -後編-            | 井上亜樹子 | 作田ハズム | 矢立きょう | 岡田ありさ | 向井雅俊 岡田ありさ 大橋智晴 岡田えりか 三田潤 |            | 針﨑義士 針﨑亜耶          | 8月3日        |
| 19   | 涼しくしてえらい                             | 井上亜樹子 | 作田ハズム | 矢立きょう | 岡田ありさ | 岡田ありさ 岡田えりか 大橋智晴 向井雅俊        |            | 針﨑義士 針﨑亜耶          | 8月10日       |
| 20   | キラキラのうみと みずいろのおともだち -前編- | 加藤陽一   | 矢立きょう | 矢立きょう | 岡田ありさ | 岡田ありさ 岡田えりか 大橋智晴 向井雅俊 大木百 |            | 針﨑義士 針﨑亜耶          | 8月17日       |

### 放送局
| 放送期間        | 放送時間           | 放送局         | 対象地域   | 備考            |
| --------------- | ------------------ | -------------- | ---------- | --------------- |
| 2025年4月6日 -  | 日曜 8:28 - 8:30   | テレビ朝日     | 関東広域圏 |                 |
|                 |                    | 岩手朝日テレビ | 岩手県     | EPGには表示なし |
| 2025年4月10日 - | 木曜 23:10 - 23:15 | 青森朝日放送   | 青森県     |                 |
| 2025年4月12日 - | 土曜 21:54 - 22:00 | 鹿児島放送     | 鹿児島県   |                 |

| テレビ朝日 日曜8:28 - 8:30枠 | テレビ朝日 日曜8:28 - 8:30枠                                                                        | テレビ朝日 日曜8:28 - 8:30枠 |
| 前番組 | 番組名                                                                                              | 次番組                       |
| --- | --------------------------------------------------------------------------------------------------- | ---------------------------- |
| グッド!モーニング（日曜版） ※5:50 - 8:30 【2分縮小して継続】 【ここまで報道番組枠】 【ここまでネットワークセールス枠】 【ここまでEX・ABC・メーテレ共同製作枠】 | コウペンちゃん 【ここからアニメ枠】 【ここからローカルセールス枠】 【ここからテレビ朝日単独製作枠】 | -                            |